# Eugen Helfrich
Eugen Helfrich (* 25. Mai 1894 in Frankfurt am Main; † 18. März 1968) war ein deutscher Politiker (CDU) und Abgeordneter des Hessischen Landtags sowie Bürgermeister in Frankfurt am Main.

## Leben
Eugen Helfrich legte 1914 sein Abitur in Montabaur ab und studierte Rechtswissenschaften in Tübingen und Frankfurt am Main. 1914 wurde er Mitglied der katholischen Studentenverbindungen AV Guestfalia Tübingen, später auch der KDStV Hasso-Nassovia Frankfurt am Main und der K.D.St.V. Greiffenstein (Breslau) zu Frankfurt am Main. Nachdem er das Studium 1920 mit dem Referendarexamen und 1924 mit der großen Staatsprüfung abgeschlossen hatte, war er seit 1924 als Rechtsanwalt, seit 1930 als Notar in Frankfurt am Main tätig. 1940 bis 1945 leistete er Kriegsdienst als Offizier beim Wehrbezirkskommando 1 in Frankfurt am Main.
1946 bis 1948 war Eugen Helfrich Bürgermeister in Frankfurt am Main. Sein Nachfolger als Bürgermeister wurde Walter Leiske.
Vom 1. Dezember 1946 bis zum 30. November 1950 war er Mitglied des Hessischen Landtags und 1949 Mitglied der 1. Bundesversammlung.
1955 wurde er von Kardinal-Großmeister Nicola Kardinal Canali zum Ritter des Ritterordens vom Heiligen Grab zu Jerusalem ernannt und am 18. Dezember 1955 im Dom zu Köln durch Statthalter Franz zu Salm-Reifferscheidt-Dyck und Lorenz Jaeger, Großprior der deutschen Statthalterei, investiert.